# Austin Bradford Hill
Sir Austin Bradford Hill   (Londres, 8 de juliol de 1897 - Ulverston, 18 d'abril de 1991) fou un epidemiòleg i estadístic anglès, pioner dels assajos clínics aleatoritzats i, juntament amb Richard Doll, va demostrar la connexió entre el tabaquisme i el càncer de pulmó. Hill és famós per plantejar els anomenats «criteris de Bradford Hill» per determinar una associació causal.

## Primers anys de vida
Hill va néixer a Londres, fill de Sir Leonard Erskine Hill, un distingit fisiòleg, i Janet Alexander. Era net del conegut erudit George Birkbeck Hill. Quan era un nen, va viure a la casa familiar, Osborne House, Loughton, Essex; es va formar a l'Escola Chigwell d'Essex. Va servir com a pilot a la Primera Guerra Mundial, però va ser retirat del servei quan va contreure tuberculosi. Dos anys a l'hospital i dos anys de convalescència van obligar-lo a abandonar la seva idea d'una qualificació mèdica i es va llicenciar en economia per correspondència a la Universitat de Londres.

## Carrera
El 1922, Hill va treballar a la Industry Fatigue Research Board. Es va associar amb l'estadista mèdic Major Greenwood i, per millorar els seus coneixements estadístics, Hill va assistir a conferències de Karl Pearson. Quan Greenwood va acceptar una càtedra a la recent constituïda London School of Higiene and Tropical Medicine, Hill s'hi va traslaldar amb ell, convertint-se en lector en epidemiologia i estadística vital el 1933 i en professor d'estadística mèdica el 1947.
Hill va tenir una destacada carrera en investigació i docència i va ser autor d'un llibre de text molt reeixit, Principles of Medical Statistics, però és famós per dos estudis de referència. Va ser l'estadístic del Comitè d'Assajos de l'Estreptomicina en la Tuberculosi del Medical Research Council; el seu estudi que avaluava l'ús d'estreptomicina en el tractament de la tuberculosi és generalment acceptat com el primer assaig clínic aleatoritzat (Ronald Aylmer Fisher va ser pioner en l'ús de l'aleatorització en experiments agrícoles). El segon estudi va ser més aviat una sèrie d'estudis amb Richard Doll sobre el tabaquisme i el càncer de pulmó. El primer treball, publicat el 1950, va ser un estudi de casos que comparava pacients amb càncer de pulmó amb controls igualats. Doll i Hill també van iniciar un estudi prospectiu a llarg termini sobre el tabaquisme i la salut. es tractava d'una investigació sobre els hàbits tabàquics i la salut de 40.701 metges britànics durant diversos anys. Fisher estava en profund desacord amb les conclusions i els procediments del treball sobre tabaquisme i càncer i des del 1957 va criticar el treball a la premsa i a les publicacions acadèmiques.
El 1965, a partir de l'obra de Hume i Popper, Hill va suggerir diversos aspectes de la causalitat en medicina i biologia, que continuen sent emprats pels epidemiòlegs.
A la mort de Hill el 1991, Peter Armitage va escriure, «per a qualsevol persona implicada en estadístiques mèdiques, epidemiologia o salut pública, Bradford Hill era ni més ni menys que el més important estadístic mèdic del món».